# Shion no Ō
Shion no Ō (しおんの王 lit. El Rey de Shion?), también conocido como The Flowers of Hard Blood, es un manga japonés escrito por Masaru Katori, e ilustrado por Jiro Ando. Su adaptación al anime fue producida por Studio DEEN.

## Argumento
Los padres de Shion Ishiwatari fueron brutalmente asesinados en su casa cuando ella tenía sólo cuatro años de edad. El asesino no la dañó, sin embargo, desde entonces ella no ha vuelto a hablar.
Así, Shion es adoptada por sus vecinos, la familia Yasuoka, quienes la crían como hija única. Su padre adoptivo es un jugador profesional de shōgi y le enseña a Shion a jugar. De este modo, a los once años es toda una experta y comienza a participar en competencias, obteniendo muy buenos resultados. Pronto, ella comienza a recibir misteriosas amenazas de muerte, recordándole lo que le sucedió a sus padres.

## Personajes
- Shion Yasuoka (安岡 紫音 Yasuoka Shion?)

Voz por: Ayako Kawasumi
Principal protagonista de la historia. A la edad de cinco años sus padres fueron asesinados frente a sus ojos, quedando traumatizada y por ello perdió la voz. Se comunica escribiendo en una libreta. Durante la historia, ronda los trece años de edad. Le gustan los dulces de chocolate. Gracias a su padre adoptivo, aprendió a jugar shoji, tomándolo como motivación para encontrar al asesino de sus padres biológicos.
- Makoto Hani (羽仁 真 Hani Makoto?)

Voz por: Hozumi Gōda
Jugador profesional de shoji, refiriéndose a él como Meijin (名人), ha sido ganador de varios premios y condecoraciones prestigiosas del mundo del shoji en Japón. Cuando era joven abandonó a su hermano tras la pérdida de su madre.
- Satoru Hani (羽仁 悟 Hani Satoru?)

Voz por: Masaya Matsukaze
Hermano de Makoto, es empresario y también jugador de shoji. Tiene el sueño de vencer a su hermano en una partida; su novia fue cercana a la familia de Shion.
- Ayumi Saitō (斉藤  歩 Saitō Ayumi?)

Voz por: Romi Park
Ayumi es un jugador de shoji de quince años. Deja la escuela secundaria para cuidar de su madre enferma y pagar las cuentas del hospital. Juega shoji vestido de mujer en la liga femenina para competir y ganar dinero. Se vuelve amigo cercano de Shion.
- Saori Nikaidō (二階堂 沙織 Nikaidō Saori?)

/Voz por: Risa Mizuno
Una jovencita de la clase alta de dieciocho años de edad y jugadora de shoji.
- Shinji Yasuoka (安岡 信次 Yasuoka Shinji?)

Voz por: Yasunori Matsumoto
El padre adoptivo de Shion, también es su maestro y le enseñó a jugar desde pequeña.
- Sachiko Yasuoka (安岡 幸子 Yasuoka Sachiko?)

Voz por: Mariko Kouda
La madre adoptiva de Shion, una ama de casa sin complicaciones, apoya las decisiones de su familia.
- Osamu Kamizono (神園 修 Kamizono Osamu?)

Voz por: Ryusei Nakao
Jugador profesional de shoji y mentor de Ayumi. Por su apariencia le llaman el diablo o demonio, pero tiene buenas intenciones.

## Contenido de la obra
Ha sido publicado en la revista Afternoon de la editorial Kōdansha. La obra consta de ocho tomos.

### Manga

#### Publicaciones
| Volumen | Fecha de publicación en Japón !!Fecha de publicación en Francia |                          |
| ------- | --------------------------------------------------------------- | ------------------------ |
| 01      | 22 de octubre de 2004                                           | 4 de mayo de 2011        |
| 02      | 23 de mayo de 2005                                              | 29 de junio de 2011      |
| 03      | 23 de enero de 2006                                             | 7 de septiembre de 2011  |
| 04      | 21 de julio de 2006                                             | 16 de noviembre de 2011  |
| 05      | 23 de mayo de 2007                                              | 18 de enero de 2012      |
| 06      | 23 de octubre de 2007                                           | 16 de mayo de 2012       |
| 07      | 23 de enero de 2008                                             | 19 de septiembre de 2012 |
| 08      | 23 de mayo de 2008                                              | 16 de enero de 2013      |

### Anime
La serie constó de 22 episodios que fueron televisados por los canales BS-i, Fuji Television, Kansai Telecasting Corporation y Tokai TV. Una adaptación anime fue producida por Studio Deen, inició transmisiones en FujiTV el día 13 de octubre de 2007. El tema de apertura es Lady Love por Rize y el tema de cierre es My Dear Friend interpretado por Thelma Aoyama.
Un videojuego de aventura basado en la serie fue lanzado por la compañía Mainichi Communications para el Nintendo DS el 10 de abril de 2008.

#### Episodios
| #  | Título                                                   | Fecha de emisión Japón  |
| -- | -------------------------------------------------------- | ----------------------- |
|    |                                                          |                         |
| 1  | «El camino de Shion» «Shion no michi» (しおんの道)       | 13 de octubre de 2007   |
| 2  | «Secreto» «Himitsu» (秘密)                               | 20 de octubre de 2007   |
| 3  | «Komaoto» «Komaoto» (駒音)                               | 27 de octubre de 2007   |
| 4  | «La mano del demonio» «Oni te» (鬼手)                    | 3 de noviembre de 2007  |
| 5  | «Una mano con coraje» «Yuuki no itte» (勇気の一手)       | 10 de noviembre de 2007 |
| 6  | «Provocación» «Chouhatsu» (挑発)                         | 17 de noviembre de 2007 |
| 7  | «Juego» «Asobi koma» (遊び駒)                            | 24 de noviembre de 2007 |
| 8  | «Puerta a un sueño» «Yume e no tobira» (夢への扉)        | 1º de diciembre de 2007 |
| 9  | «Maestro y discípulo» «Shitei» (師弟)                    | 8 de diciembre de 2007  |
| 10 | «Encantamiento» «Omajinai» (おまじない)                  | 15 de diciembre de 2007 |
| 11 | «Sospecha» «Giwaku» (疑惑)                               | 22 de diciembre de 2007 |
| 12 | «La lectura del zorro» «Kitsune no yomi» (狐の読み)      | 12 de enero de 2008     |
| 13 | «Dos caras de una misma moneda» «Hyouriittai» (表裏一体) | 19 de enero de 2008     |
| 14 | «Nota de desafío» «Chousen no fu» (挑戦の譜)             | 26 de enero de 2008     |
| 15 | «Una respuesta a tiempo» «Toki no kotae» (時の答え)      | 2 de febrero de 2008    |
| 16 | «Clarividente» «Tengan» (天眼)                           | 9 de febrero de 2008    |
| 17 | «Leyendo pensamientos» «Dokushinjutsu» (読心)            | 16 de febrero de 2008   |
| 18 | «Tiempo muerto» «Todomatta Jikan» (止まった時間)         | 23 de febrero de 2008   |
| 19 | «Retomando un movimiento» «Yomigaeru itte» (甦る一手)    | 1º de marzo de 2008     |
| 20 | «El asesinato del demonio» «Onigoroshi» (鬼殺し)         | 8 de marzo de 2008      |
| 21 | «El verdadero culpable» «Shinhannin» (真犯人)            | 15 de marzo de 2008     |
| 22 | «El mañana» «Ashita e» (明日へ)                          | 22 de marzo de 2008     |